# DR-Baureihe 102.1

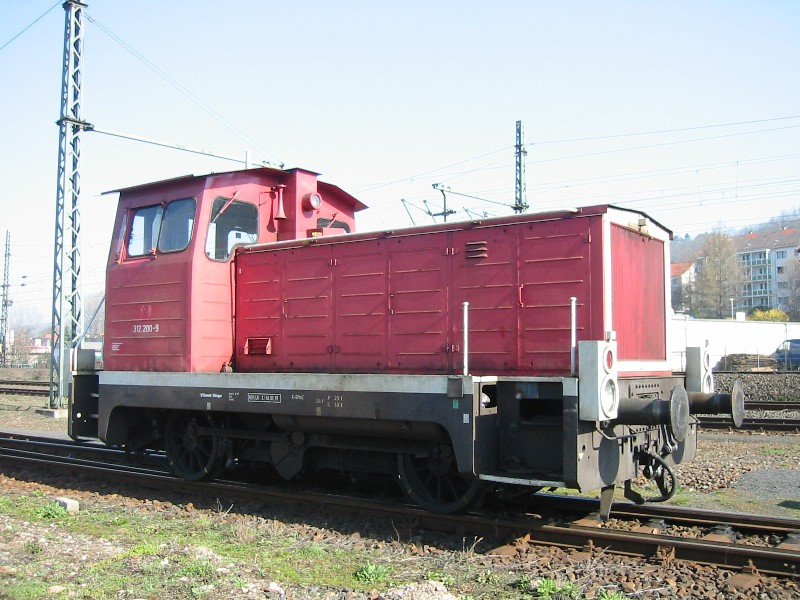
312 200 in Eisenach (2004)

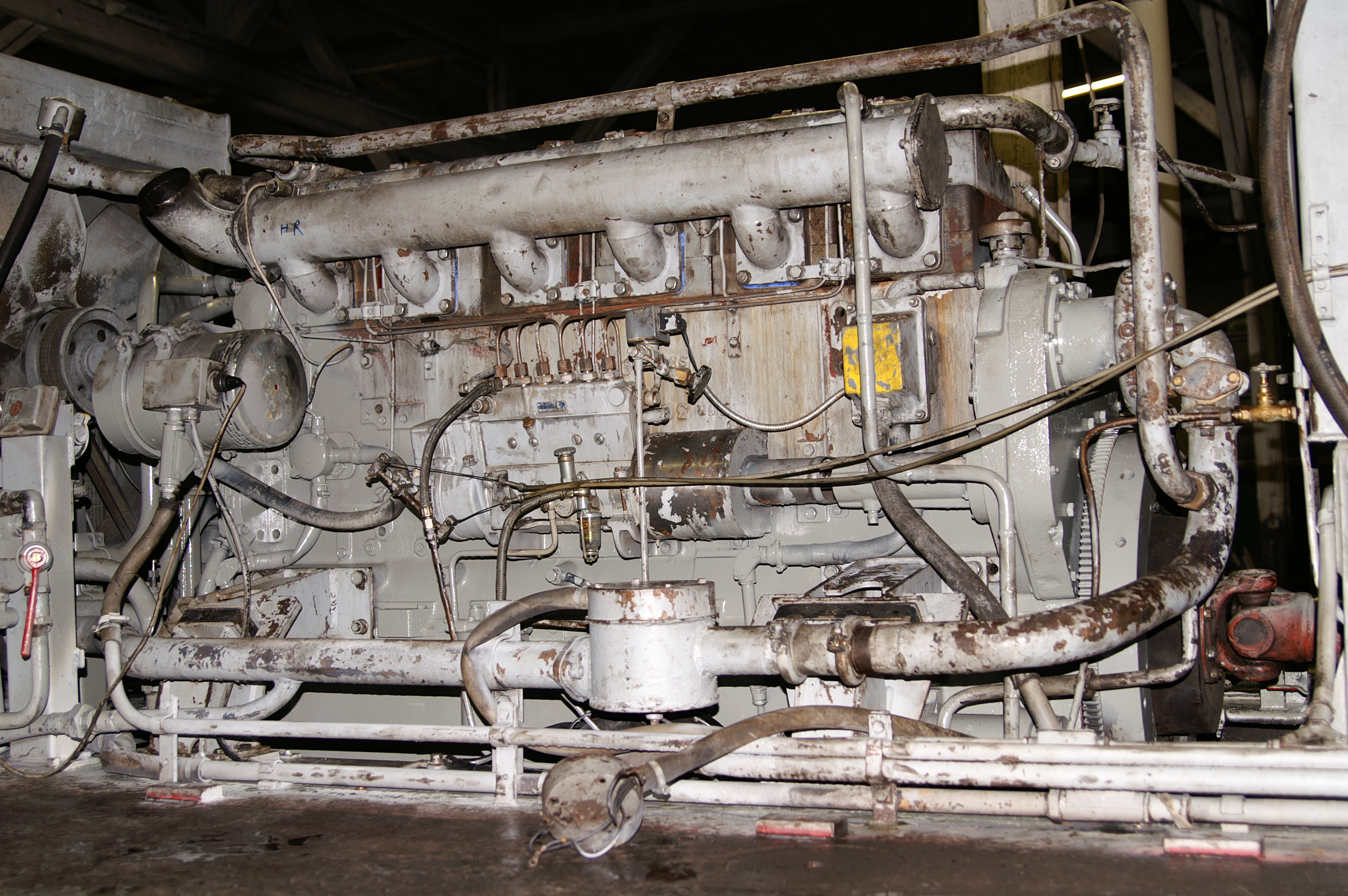
Motor 6VD 15/18 SRW einer 102.1, Pumpenseite

Die Fahrzeuge der Baureihe 102.1 der Deutschen Reichsbahn waren leichte zweiachsige Rangierdiesellokomotiven mit Stangenantrieb.

## Entwicklung
Die Deutsche Reichsbahn beabsichtigte im Rahmen ihres Neubauprogramms die Beschaffung einer neuen kleinen, dieselhydraulischen Lokomotive für den leichten Strecken-, Übergabe- und Rangierdienst. Diese Lokomotive sollte die weitverbreiteten und überwiegend verschlissenen Kleinlokomotiven Kö und Köf ersetzen. So entwickelte die DR zunächst die Baureihen 101.0 bis 101.7. Leistungsmäßig und lauftechnisch wurde mit diesen Maschinen das Konstruktionsprinzip der Kleinlokomotiven verlassen. Die Lokomotiven bewährten sich gut und waren bei den Personalen beliebt. Trotzdem wurde unter Beibehaltung des Fahrzeugteils ein stärkerer Motor und ein geändertes Getriebe eingebaut und somit die DR-Baureihe 102.0 geschaffen.
Im Ergebnis enger Zusammenarbeit zwischen der Deutschen Reichsbahn und dem LKM Babelsberg entstand 1970 ein neues Triebfahrzeug, bei dem die bewährte Antriebstechnik der Baureihe 102.0 übernommen wurde. Die bei den Baureihen 101/102 gewonnenen Erfahrungen und die Forderungen des Auftraggebers wurden dabei berücksichtigt. Mit nunmehr 3560 mm Radstand war eine laufruhige Höchstgeschwindigkeit von 40 km/h möglich. Die Anfahrzugkraft von 71 kN ließ nun das Rangieren schwerer Einheiten zu. Der Stückpreis pro Lokomotive betrug zwischen 255.000 und 272.000 Mark.

## Konstruktion
Der stabil ausgeführte, komplett geschweißte Blechinnenrahmen wurde aus 20 mm starken Blechen gefertigt, um die beim Rangierdienst auftretenden typischen Belastungen auszuhalten. Den oberen Abschluss bildet ein Rahmendeckblech mit Durchlässen für Dieselmotor und Getriebe sowie Einzüge an den Rahmenenden für geräumige Rangiertritte. Der Fahrzeugrahmen stützt sich über Blattfedern auf die beiden gleitgelagerten Radsätze ab. An den ausgesteiften Stirnwänden wurden zunächst die normalen UIC-Zug- und Stoßvorrichtungen montiert. Für den später vorgesehenen Einbau einer Mittelpufferkupplung wurden entsprechende Aufnahmeschächte vorgesehen.
Im Vorbau sind Kühler, Dieselmotor, Verteilergetriebe, Dreizylinder-Luftverdichter, Kraftstoffbehälter, Ölbadluftfilter und der Abgasschalldämpfer untergebracht. Luftbehälter, Sand- und Batteriekästen sind jeweils rechts und links unterhalb des begehbaren Umlaufs verbaut.
Zur Krafterzeugung dient ein Dieselmotor 6 VD 18/15-1 SRW 1 aus dem VEB Elbewerk Roßlau. Als Sechszylinder-Vorkammerreihenmotor ohne Aufladung leistet er 220 PS (162 kW) bei 1510 min−1. Wie aus der Typenbezeichnung hervorgeht, haben die Zylinder eine Bohrung von 150 mm und einen Hub von 180 mm. Der verbaute Dieselmotor ist zwar ein Kaltstarter, konnte aber, bei Fremdeinspeisung von Elektroenergie aus dem Ortsnetz, auch elektrisch vorgewärmt oder warmgehalten werden. Die Betriebszustände des Motors wie Öldruck und Temperaturen wurden elektrisch überwacht. Eine Überschreitung der Sollwerte führte zum automatischen Abstellen der Antriebsmaschine.
Der Kraftfluss erfolgt vom Motor zunächst über eine drehelastische Kupplung und eine kurze Gelenkwelle zum Hochtrieb des Strömungsgetriebes GSU 20/4,5 mit Anfahrwandler (bis 16 km/h) und Marschwandler (für 16–40 km/h). Das Umschalten des Getriebes erfolgt selbsttätig abhängig von der Fahrgeschwindigkeit. An das Strömungsgetriebe ist das Wendegetriebe direkt angeflanscht, das den Wechsel der Fahrtrichtung ermöglicht.
Die Blindwelle wird vom Wendegetriebe direkt angetrieben und überträgt das Drehmoment über Kuppelstangen auf die beiden Radsätze.
Am Dieselmotor ist ein Verteilergetriebe verbaut, das über Riementrieb und elektrisch schaltbare Lamellenkupplungen den Kühlerlüfter und den Luftverdichter antreibt. Die Kupplungen werden entsprechend der Betriebszustände Kühlwassertemperatur und Behälterdruck geschaltet.
Als Bremseinrichtung dient den Loks eine selbsttätige Einkammer-Druckluftbremse, Bauart Knorr mit von beiden Führerstandsseiten bedienbarem Führerbremsventil Fbs 14 und eine nichtselbsttätige, direktwirkende Zusatzbremse mit Zusatzbremsventilen. Die beiden Radsätze werden einseitig von vorn gebremst. Die mechanische Handbremse wirkt über Gestänge auf die Mechanik der Druckluftbremse.
Die Lokomotiven haben eine 24-V-Elektroenergieversorgung aus einer Drehstromlichtmaschine mit Gleichrichter oder aus Bleiakkumulatoren. Das Anlassen des Dieselmotors erfolgt elektrisch mit einem 15 PS-Anlasser. Alle Lokomotiven sind mit Sicherheitsfahrschaltung ausgerüstet und teilweise außer Rangierfunk auch mit Zugfunk ausgerüstet worden.
Bei den letzten Instandsetzungen durch die Deutsche Bahn erhielten alle aufgearbeiteten Lokomotiven Ölauffangwannen unter Motor, Getriebe und Radsatzlagern.
Einzelne Maschinen wurden noch mit der automatischen Rangierkupplung RK 900 ausgerüstet.

## Einsatz

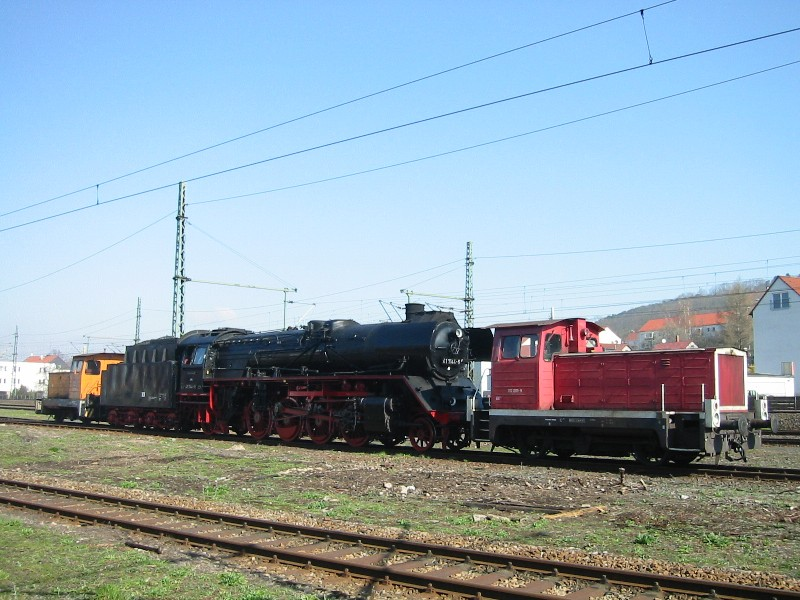
312 200 (ex DB Cargo AG) der IGE „Werrabahn Eisenach“ (2004, Eisenach)

Alle 157 Lokomotiven wurden an die DR geliefert und waren im gesamten Netz anzutreffen. Die von den Personalen als Briefkasten, Gartenlaube oder Fußbank bezeichneten Loks bewährten sich ebenso gut wie ihre Vorgänger. Vorwiegend in den Bereichen der Wagenwirtschaft und der Fahrzeuginstandhaltung oder im Bauzugbetrieb sind diese Lokomotiven noch heute zu finden.
Mittlerweile wurde durch die DB fast der gesamte Bestand verschrottet oder an andere Betreiber veräußert. Waren die Lokomotiven der Baureihe 102.1 vor der Bahnreform nur bei der DR beschäftigt, sind diese robusten Rangierer heute noch bei einigen Werkbahnen und Eisenbahnvereinen in Deutschland und sogar in der Schweiz anzutreffen.